# Giorgi Mamardašvili
Giorgi Mamardašvili (* 29. září 2000 Tbilisi) je gruzínský profesionální fotbalový brankář, který chytá za anglický klub Liverpool FC, odkud je na hostování ve španělském Valencia CF.

## Klubová kariéra

### Dinamo Tbilisi
Mamardašvili se narodil v Tbilisi a do mládežnického týmu Dinama Tbilisi přišel v roce 2012 z Gagry. Po většině sezony 2018 byl v prvním týmu jako nevyužitý náhradník, ale na sezonu 2019 odešel na hostování do Rustavi.

#### Rustavi (hostování)
Mamardašvili debutoval v seniorském týmu 2. března 2019, kdy nastoupil při venkovní prohře 4:1 proti Lokomotivu Tbilisi. V sezóně odchytal 30 ligových utkání, v nichž udržel 8 čistých kont a pomohl Rustavi k udržení se v nejvyšší soutěži. 

#### Locomotive Tbilisi (hostování)
Mamardašvili odešel v lednu 2020 na další hostování, tentokráte do Lokomotivu Tbilisi. Ve své první sezóně, která byla předčasně ukončena kvůli pandemii covidu-19, v klubu odchytal 11 ligových zápasů a udržel 4 čistá konta. S klubem si zahrál předkola Evropské konferenční ligy; svými výkony v soutěži, zejména při prohře 0:2 na půdě španělské Granady, přitáhl pozornost španělských skautů.
Na konci prosince získal od Gruzínské fotbalové federace cenu pro nejlepšího brankáře roku. Byl také zařazen na seznam 50 největších mladých talentů podle UEFA.
V lednu 2021 odešel na další roční hostování do Lokomotivu Tbilisi. V jarní části sezóny odchytal 18 utkání a pomohl Lokomotivu k průběžné 3. příčce. Z hostování byl v létě 2021 předčasně stažen, a to kvůli přesunu do španělské Valencie.

### Valencia
Dne 7. června 2021 se Mamardašvili připojil ke španělské Valencii na základě ročního hostování s opcí. 13. srpna si vysloužil start v úvodním ligovém kole proti Getafe, které výhrou Valencie 1:0. Mamardašvili chytal i  v následujících pěti ligových zápasech, po prohře 1:3 na půdě Sevilly však dostal před ním přednost Jasper Cillessen, který si udržel místo brankářské jedničky až do konce ledna 2022.
Dne 31. prosince 2021 přestoupil Mamardašvili do klubu na trvalo a podepsal smlouvu do roku 2024 s opcí na další rok. Do branky se dostal zpátky 6. února 2022, kdy vychytal čisté konto při bezbrankové remíze proti Realu Sociedad. Ve své první sezóně v klubu Mamardašvili nastoupil k 18 ligovým zápasům, ve kterých vychytal osm čistých kont. Zaznamenal 560 minut v řadě bez inkasované branky.
V následující sezóně nastoupil Mamardašvili do všech 38 ligových zápasů bez střídání. Třikrát byl vybrán do týmu týdne La Ligy. Na základě hlasování fanoušků Valencie byl Mamardašvili vyhlášen nejlepším hráčem roku 2023. Před rokem se umístil na druhém místě za Gonçalem Guedesem.

## Reprezentační kariéra
Mamardašvili debutoval v gruzínské reprezentaci 8. září 2021 v přátelském utkání proti Bulharsku (výhra 4:1).
Svůj první soutěžní zápas odehrál 9. června 2022 v Lize národů proti Makedonii a přispěl k výhře 3:0.